# Gonda Henrik
Gonda Henrik, születési és 1900-ig használt nevén Gelb Henrik (Ugar, 1880. december 31. – Budapest, Erzsébetváros, 1942. július 23.) ügyvéd, gyorsíró, szerkesztő, miniszteri tanácsos.

## Élete
Gelb Márkus és Burger Betti gyermekeként született zsidó családban. Az Ungvári Királyi Katolikus Főgimnáziumban érettségizett. Középiskolai tanulmányai végeztével a Budapesti Tudományegyetem joghallgatója lett, ahol előbb jogi doktorrá avatták, majd ügyvédi oklevelet szerzett. Ezután gyorsíróként működött és megalapította a Magyar Tudósítót, mely 1906-ban a koalíciós kormány félhivatalos lapja lett. A koalíciós kormány idején Kossuth Ferenc Párizsba, Berlinbe, Bécsbe, Belgrádba és Isztambulba küldte. Később kinevezte a kereskedelemügyi minisztérium sajtóosztályának vezetőjévé, illetve a kormány megbízásából külföldi hírszolgálat létesített. Több éven át kiadta Bécsben az Ungarische Korrespondenz című kőnyomatost. 1905 októberében a Gyakorló Gyorsírók Társaságának főjegyzőjévé választották. A világháború alatt harctéri szolgálatot teljesített, és a Magyar Hírlap haditudósítója volt.
1917 novemberében Wekerle Sándor miniszterelnök kinevezte a miniszterelnökség sajtóosztályának főnökévé. A következő év januárjában megkapta a miniszteri tanácsosi címet. Egyik fő műve a Magyar Távirati Iroda önállósítása és új alapokra fektetése volt. A miniszterelnökség képviselőjeként részt vett a bukaresti béketárgyalásokon, majd Wekerle megbízásából Svájcba ment, ahonnan csak a Tanácsköztársaság bukása után tért haza. Távollétében az Alkotmány utca 16. szám alatti négyszobás lakását rekvirálták. Hazatérését követően ügyvédi hivatásának élt. A Balatoni Társaság ügyésze és a Balatonföldvári Üdülőhelyi Bizottság alelnöke volt. Halálát szívbénulás okozta.
Részt vett a zsidó felekezeti életben is. Elnöke volt az Izraelita Ösztöndíjegyletnek és tagja volt a Pesti Izraelita Hitközség Társadalmi Munkabizottságának.
A Kozma utcai izraelita temetőben helyezték nyugalomra. Temetésén Linetzky Bernát főkántor gyászéneke után Hevesi Ferenc rabbi tartott gyászbeszédet. A Pesti Izraelita Hitközség, a Pesti Chevra Kadisa és az Izraelita Ösztöndíjegylet nevében Dési Géza országgyűlési képviselő búcsúzott tőle.

## Családja
Felesége Strasser Ilona (1886–1944) volt, Strasser Henrik hercegi uradalmi nagybérlő és Neu Regina lánya, akit 1909. április 21-én vett nőül. Sógora Szunyog Mihály (1878–1971) jogász, országgyűlési képviselő.

## Díjai, elismerései
- Ferenc József-rend lovagkeresztje